# Napoleon Feliks Żaba

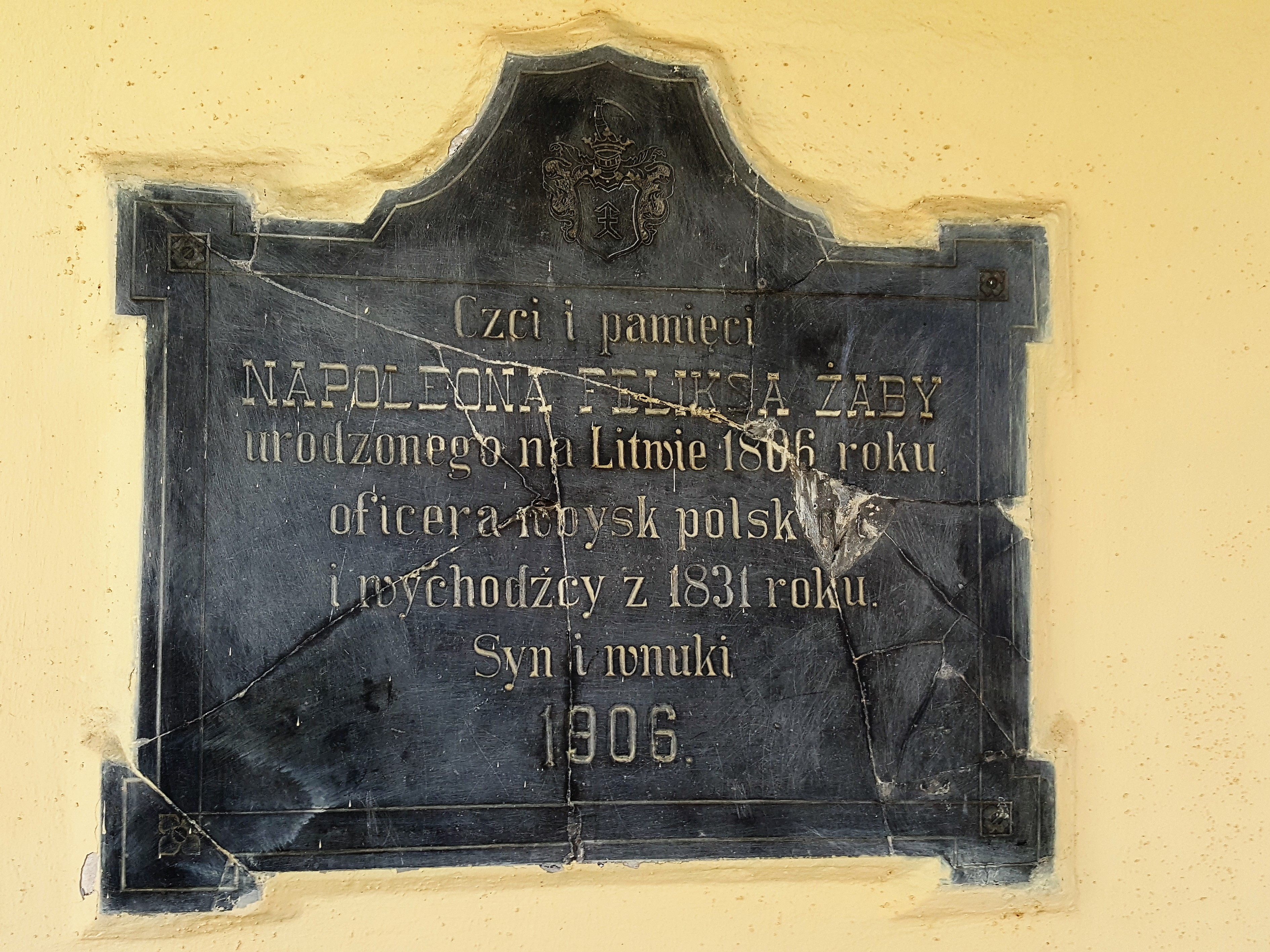
Tablica pamiątkowa na fasadzie oranżerii przy dworze Żabów w Zbylitowskiej Górze

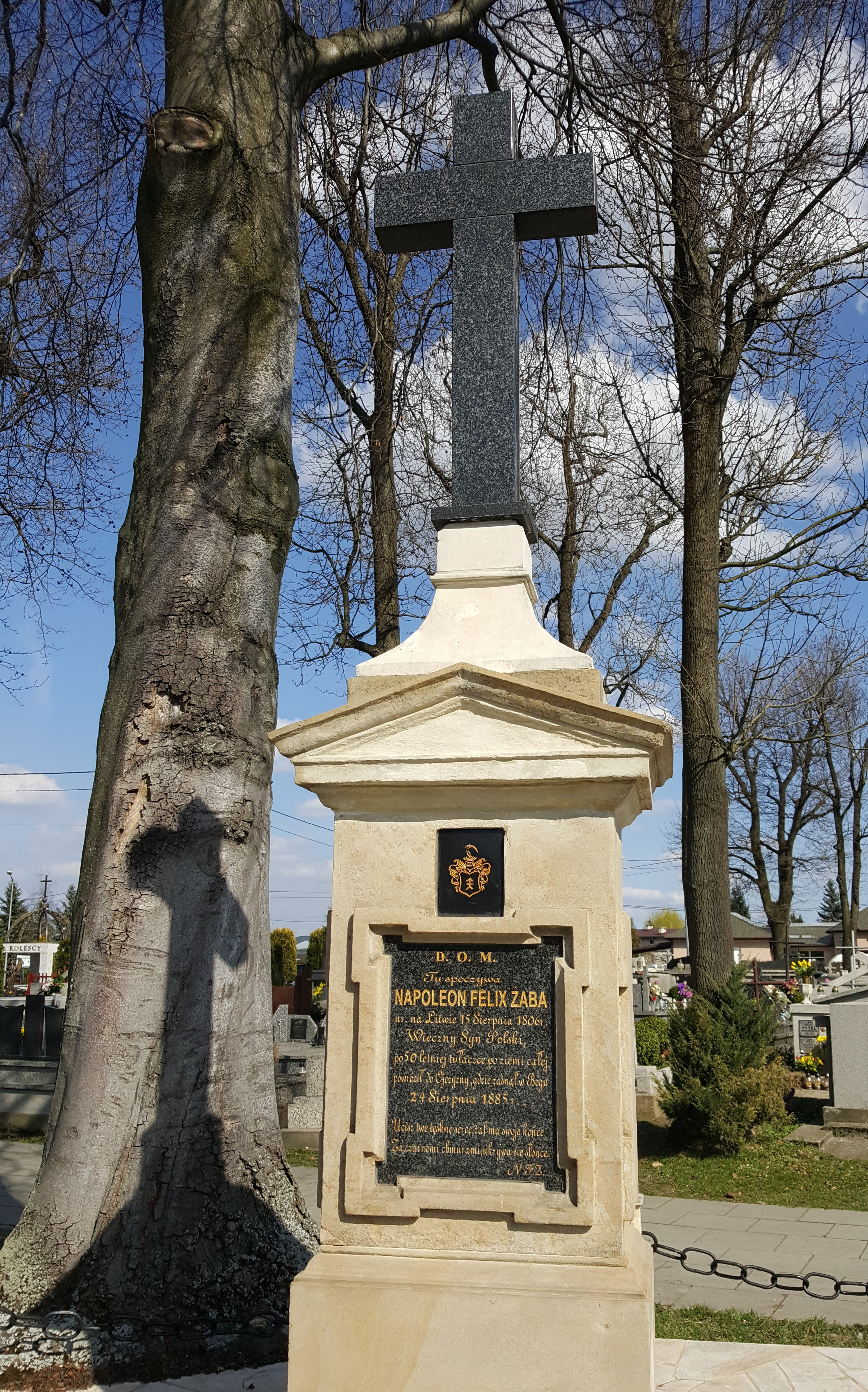
Grób Napoleona Feliksa Żaby na cmentarzu w Zbylitowskiej Górze

Napoleon Feliks Żaba herbu Kościesza (ur. 15 sierpnia 1803 w Krasławiu, zm. 24 sierpnia 1885 w Zbylitowskiej Górze) – polski literat i podróżnik, wolnomularz. Brat Augusta.

## Życiorys
Urodził się 15 sierpnia 1803 w Krasławiu w rodzinie Dominika herbu Kościesza i Anny z d. Hołownia. Był uczniem Szkoły Podchorążych w Warszawie. Po upadku powstania listopadowego emigrował najpierw do Francji (gdzie w 1832 wydał poemat pt. „Polak w więzieniu w Paryżu” dedykowany generałowi Umińskiemu), a następnie do Anglii. W Londynie wydał zbiór swoich wierszy zatytułowany „Polish Exile. Poems”. Na kilka lat zamieszkał w Edynburgu, gdzie w roku 1833 (wraz z Piotrem Falkenhagen-Zaleskim) redagował „The Polish Exile”, anglojęzyczne pismo poświęcone polskiej kulturze, historii i literaturze. Z Anglii odbywał podróże do Stanów Zjednoczonych, Brazylii, Australii i Nowej Zelandii. Był profesorem i rektorem uniwersytetu w Buenos Aires, gdzie wykładał historię i języki obce. W Portugalii został odznaczony Orderem Chrystusa i otrzymał tytuł hrabiowski.
Z ramienia Hotelu Lambert organizował po roku 1860 w Londynie mityngi i odczyty o Polsce. Po 1863 działał w Lidze Narodowej dla Niepodległości Polski. W 1881 osiadł w Małopolsce.
Napisał: „Poezje” (1830), „The principal Features of the history and Literature of Poland” (1856).